# 20.ª Divisão de Infantaria Indiana
A 20.ª Divisão de Infantaria Indiana foi uma divisão de infantaria do Exército Indiano na Segunda Guerra Mundial, formada na Índia Britânica, e participou da Campanha da Birmânia durante a Segunda Guerra Mundial. Após a guerra, a maior parte da divisão foi enviada para a Indochina Francesa para supervisionar a transferência do domínio japonês para o francês. Durante quase toda a sua vida operacional, a divisão foi comandada pelo Major-General Douglas Gracey. A história da divisão é objeto de pesquisa de código aberto e registros históricos, incluindo a Ordem de Batalha, em um site de história da Segunda Guerra Mundial de acesso aberto e sujeito a atualizações, iniciada em agosto de 2021.

## Formação
A divisão foi formada em Bangalore em abril de 1942. Foi comandado pelo Major-General Douglas Gracey e inicialmente consistia nas 32.ª, 51.ª e 53.ª Brigadas Indianas. Em julho daquele ano, as 51.ª e 53.ª Brigadas foram destacadas para formar a 25ª Divisão de Infantaria Indiana e substituídas pela 80.ª Brigada de Infantaria Indiana e pela 100.ª Brigada de Infantaria Indiana (esta última brigada sendo transferida da 34.ª Divisão que havia recentemente se dissolvida no Ceilão). A divisão foi destinada desde o início a operações em selva e montanha e funcionava em estabelecimento de Transporte Misto de Animais e Mecânico para manutenção em terrenos acidentados.
A insígnia da divisão era uma mão empunhando uma espada tulwar, em branco sobre preto. Depois de treinar no sul da Índia e no Ceilão, a divisão juntou-se ao XV Corpo de Exército indiano em Ranchi, em Bihar, em dezembro, mas a partir de julho de 1943 foi transferida para o IV Corpo de Exército em Imphal.

## Batalha de Imphal
No início da Batalha, a 20ª Divisão Indiana foi enviada para Tamu, no Vale de Kabaw. Para evitar ser isolado, recuou para Shenam Saddle, nas colinas que cercam a Planície de Imphal. Como a 17ª Divisão de Infantaria Indiana estava em dificuldades em seu setor, a 32ª Brigada foi temporariamente destacada para ela. Com outros destacamentos, a 20.ª Divisão foi reduzida a apenas cinco batalhões para defender a Sela contra a Força Yamamoto japonesa.
Durante o mês de abril e a primeira parte de maio, a divisão manteve-se firme contra ataques de infantaria, tanques e artilharia pesada. Foi então substituído e ordenado a contra-atacar, a nordeste de Imphal até Ukhrul. A monção havia diminuído e o movimento era muito difícil. Após vários contra-ataques japoneses, no início de julho a divisão foi transferida para o XXXIII Corpo Indiano e eliminou lentamente um grande número de japoneses dentro e ao redor da aldeia, que havia sido transformada em um centro de comunicação e logística japonês.

## Batalha da Birmânia Central

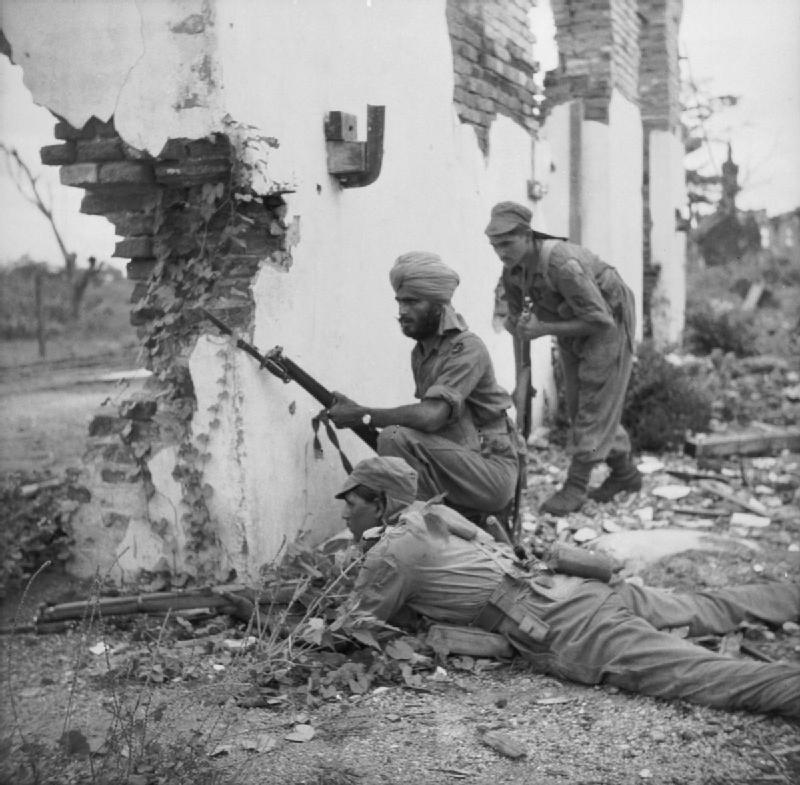
Homens da 20ª Divisão procuram japoneses em Prome, na Birmânia, em 3 de maio de 1945.

Durante o restante da monção, a divisão descansou em torno de Dimapur. Quando a monção terminou, ela se mudou para uma cabeça-de-ponte sobre o rio Chindwin, em Kalewa. Atacou para o sul em 4 de dezembro e limpou as retaguardas japonesas de Monywa. Em 13 de fevereiro de 1945, a divisão cruzou o rio Irrawaddy 20 milhas (32 km) a oeste de Mandalay. Os barcos utilizados apresentavam vazamentos e outros ítens de equipamento já estavam desgastados. Os primeiros pontos de apoio precários foram contra-atacados todas as noites durante uma semana, mas acabaram por se transformar numa sólida cabeça-de-ponte. Em 13 de março, a 20ª Divisão atacou ao sul, obtendo sucesso imediato contra a fraca 31ª Divisão japonesa. Uma coluna formada pela unidade de reconhecimento divisional e uma unidade de tanques anexa, conhecida como Claudecol, alcançou a retaguarda japonesa, antes de virar para o norte e eliminar o inimigo desorganizado.

## Sul da Birmânia
No início de abril, duas brigadas foram convertidas em infantaria em caminhões, adquirindo os veículos da 2ª Divisão de Infantaria britânica, que estava sendo retirada para a Índia. A divisão abriu caminho para o sul ao longo da margem leste do Irrawaddy, até encontrar unidades do XV Corpo Indiano, que havia ocupado Rangum na Operação Drácula. Durante este período, a 22ª Brigada de Infantaria (África Oriental) foi anexada à divisão, de 28 de junho a 11 de agosto de 1945.

## Indochina

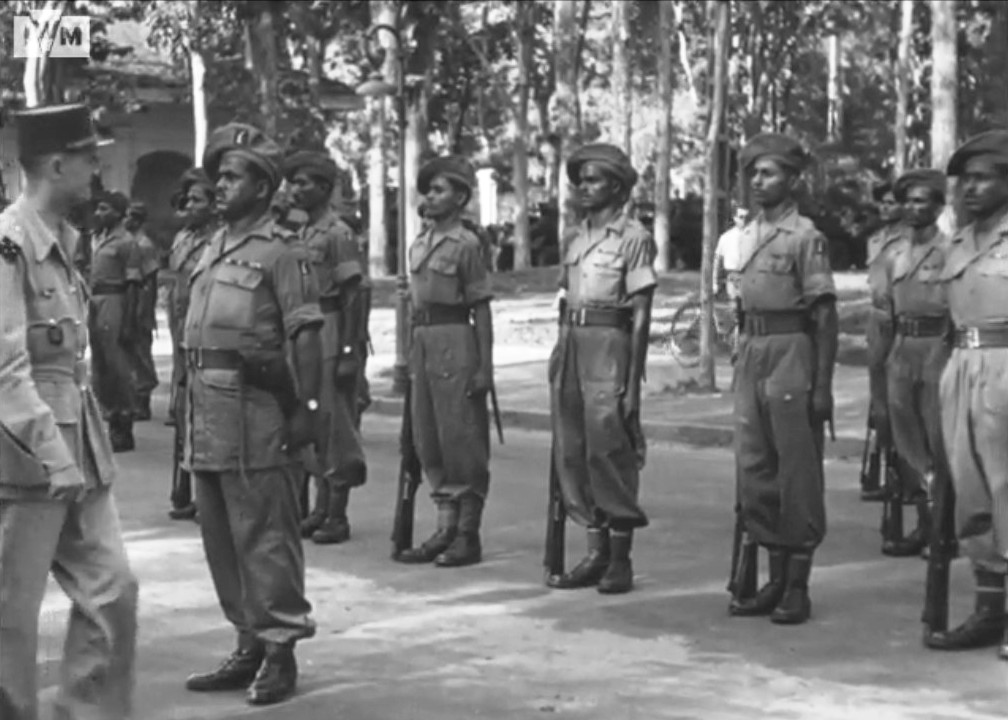
O General Leclerc passa em revista as tropas da 20ª Divisão Indiana em Saigon, na Indochina Francesa, 22 de dezembro de 1945.

Em agosto de 1945, os japoneses se renderam depois que duas bombas atômicas foram lançadas sobre Hiroshima e Nagasaki. A área de responsabilidade do Comando Aliado do Sudeste Asiático (SEAC) foi expandida para abranger vários países, incluindo a Indochina Francesa. Enquanto as tropas nacionalistas chinesas ocupavam a parte norte do país, a divisão de Gracey ocupava a parte sul na Operação Masterdom. A divisão deveria libertar ex-prisioneiros de guerra aliados e desarmar e repatriar unidades japonesas. Mais tarde, a divisão foi instruída a entregar o poder ao regime francês que retornava, antes de retornar à Índia. Houve diversas batalhas com o Viet Minh, que tinha a intenção de alcançar a independência. O Major Richard Holbrook McGregor, da equipe da seção de inteligência de Gracey, soube de um ataque iminente do Viet Minh em Saigon. Gracey, que nunca media palavras, criticou os franceses por sua atitude desdenhosa em relação às unidades indianas e gurcas. A divisão foi dissolvida na Índia em 1946.

## Ordem de batalha
A 20ª Divisão Indiana foi constituída da seguinte forma em 1944-45. Observe-se que os batalhões britânicos da divisão foram removidos em abril de 1945.
Oficial General Comandante: Major-General Douglas Gracey
Artilharia
Comandante, Artilharia Real: Brigadeiro J. A. E. Hirst
9º Regimento de Campanha, RA
114º Regimento de Campanha de Selva (Sussex), RA
115º Regimento de Campanha (North Midland), RA (em transferência da 19ª Divisão Indiana em 14 de junho de 1942, mais tarde voltou à 19ª Divisão Indiana)
23º Regimento de Montanha, IA
55º Regimento de Artilharia Leve Anti-Aérea/Anti-Tanque, RA (depois tornou-se o 111º Regimento Anti-Tanque, RA)
Engenharia
92ª, 422ª, 481ª Companhias de Campanha, IE
309ª Companhia de Parque de Campanha, IE
9ª Seção de Pontoneiros, IE
Comunicações
20º Regimento de Comunicações da Divisão de Infantaria Indiana
Infantaria Divisional
4º Batalhão, 3º Regimento Madras (Batalhão do QG Divisional 1944 )
4º Batalhão, 17º Regimento Dogra (Batalhão QG 1945 )
4º Batalhão, 2º Fuzileiros Gurcas (Batalhão de reconhecimento a partir de março de 1945)
Batalhão de metralhadoras, 9º Regimento Jat (Unidade divisional de metralhadoras)
32ª Brigada de Infantaria Indiana (Brigadeiro David Alexander Laurance Mackenzie; Brig ECJ Woodford de 25 de março de 1945)
1º Batalhão, Regimento de Northamptonshire (para a 36ª Divisão, abril de 1945 )
9º Batalhão, 14º Regimento Punjab
1º Batalhão, 1º Fuzileiros Gurcas (da 36ª Divisão, abril de 1945)
3º Batalhão, 8º Fuzileiros Gurcas
80ª Brigada de Infantaria Indiana (Brigadeiro Stuart Greeves; Brig DE Taunton a partir de 18 de março de 1945)
1º Batalhão, Regimento de Devonshire (para a 36ª Divisão, abril de 1945)
9º Batalhão, 12º Regimento de Força de Fronteira (Major Mian Hayauddin MBE)
1º Batalhão, 19º Regimento de Hyderabad (da 36ª Divisão, abril de 1945)
3º Batalhão, 1º Fuzileiros Gurcas
100ª Brigada de Infantaria Indiana (Brigadeiro William Arthur Lester James; Brig CHB Rodham 1945)
2º Batalhão, Regimento de Fronteira (para a 36ª Divisão, abril de 1945 )
2º Batalhão, 8º Regimento Punjab (da 36ª Divisão, abril de 1945)
14º Batalhão, 13º Fuzileiros da Força de Fronteira
4º Batalhão, 10º Fuzileiros Gurcas
Médico
42ª, 55ª, 59ª Ambulâncias de Campanha Indianas
Unidades Divisionais
604ª Seção de Segurança de Campanha